# Олива (Валенсија)
Олива (Валенсија) (шп. Oliva) град је у Шпанији у аутономној заједници Валенсијанска Заједница у покрајини Валенсија. Према процени из 2017. у граду је живело 25 789 становника.

## Становништво
Према процени, у граду је 2017. живело 25 789 становника.
| 2017.  |
| ------ |
| 25.789 |

## Партнерски градови
- Херболцхајм
- Sisteron